# ŁKS Łódź w sezonie 1995/1996
Sezon 1995/1996 był 59. sezonem spędzonym przez Łódzki Klub Sportowy w Ekstraklasie.

## Zarys sezonu
Przed rozpoczęciem nowych rozgrywek z ŁKS-u odszedł jeden z jego czołowych zawodników, najskuteczniejszy snajper w sezonie 1994/1995, Tomasz Wieszczycki, który przeniósł się do drużyny mistrza kraju, Legii. W zamian za niego z Warszawy przybyli: Grzegorz Wędzyński, Marcin Mięciel oraz Zbigniew Robakiewicz, dla którego był to powrót do macierzystego klubu po 9. latach spędzonych w stolicy. Oprócz ww. trójki do klubu przyszedł także obiecujący pomocnik Okocimskiego Brzesko, Rafał Niżnik. Trenerem pozostawał Zbigniew Lepczyk.
Popularni Rycerze Wiosny sezon 1995/1996 rozpoczęli od wyjazdowej porażki ze Stomilem Olsztyn 0:1, grając od 43. minuty w osłabieniu po czerwonej kartce dla Witolda Bendkowskiego. W 5. kolejce łodzianie sensacyjnie pokonali u siebie 2:1 Legię, która zaledwie tydzień wcześniej awansowała do Ligi Mistrzów. Obie bramki dla jedenastki z al. Unii Lubelskiej 2 zdobył wypożyczony ze stołecznego klubu, Marcin Mięciel. Mimo tego zwycięstwa, podopieczni trenera Lepczyka nie radzili sobie najlepiej w lidze i na przełomie października i listopada nastąpiła zmiana na stanowisku trenera. Nowym szkoleniowcem został dobrze znany w Łodzi Leszek Jezierski, który w przeszłości kilkukrotnie obejmował funkcję I trenera ŁKS-u. Rundę jesienną pod jego wodzą łodzianie zakończyli na 11. miejscu w tabeli.
Przed rundą wiosenną klub ponownie opuścił jego najskuteczniejszy snajper. Tym razem był nim zdobywca 6. bramek, wspomniany wcześniej Marcin Mięciel, który mimo usilnych starań ze strony działaczy ŁKS-u, powrócił do Legii. Mimo tego osłabienia łodzianie bardzo dobrze radzili sobie w rozgrywkach sezonu 1995/1996. Na dwie kolejki przed końcem, dzięki trzem kolejnym wygranym z Górnikiem Zabrze, Śląskiem Wrocław oraz Rakowem Częstochowa, mieli spore szanse na awans do europejskich pucharów. Niestety, rozczarowujące przegrane z Lechią/Olimpią oraz z klubem z Wronek pogrzebały te nadzieje.
Łodzianie ostatecznie zajęli wysokie, 4. miejsce na koniec rozgrywek. Najskuteczniejszym zawodnikiem drużyny został zaledwie 17-letni wychowanek klubu, Marek Saganowski, który premierowymi 11. trafieniami w lidze przyciągnął uwagę silnych ekip z Zachodu Europy

## Skład

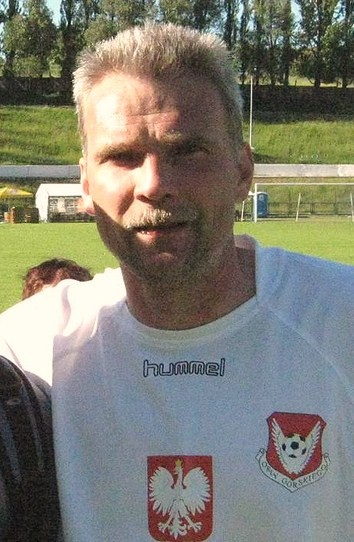
Piotr Czachowski – podstawowy zawodnik ŁKS-u w sezonie 1995/96

| Imię i nazwisko      | Numer | Kraj   | Pozycje | Data urodzenia | Poprzedni klub                         |
| Bramkarze            |       |        |         |                |                                        |
| Zbigniew Robakiewicz | 1     | Polska | BR      | 1966           | Legia Warszawa                         |
| Michał Sławuta       | 12    | Polska | BR      | 1977           | wychowanek                             |
| Obrońcy              |       |        |         |                |                                        |
| Tomasz Kłos          | 2     | Polska | OB      | 1973           | Boruta Zgierz                          |
| Witold Bendkowski    | 4     | Polska | OB      | 1961           | Yukong Elephants                       |
| Marek Chojnacki      | 7     | Polska | OB      | 1959           | Ethnikos Pireus; wychowanek            |
| Artur Kościuk        | –     | Polska | OB      | 1974           | wychowanek                             |
| Michał Osiński       | –     | Polska | OB      | 1978           | wychowanek                             |
| Pomocnicy            |       |        |         |                |                                        |
| Tomasz Lenart        | 5     | Polska | PO      | 1969           | Pilica Tomaszów Mazowiecki; wychowanek |
| Grzegorz Krysiak     | 6     | Polska | PO      | 1969           | Boruta Zgierz                          |
| Grzegorz Wędzyński   | 8     | Polska | PO      | 1970           | Legia Warszawa                         |
| Rafał Niżnik         | 9     | Polska | PO      | 1974           | Okocimski Brzesko                      |
| Maciej Terlecki      | 10    | Polska | PO      | 1977           | RSC Anderlecht                         |
| Piotr Czachowski     | –     | Polska | PO      | 1966           | Dundee FC                              |
| Mirosław Myśliński   | –     | Polska | PO      | 1963           | Ślęza Wrocław                          |
| Rafał Kupidura       | –     | Polska | PO      | 1974           | Radomiak Radom                         |
| Michał Białas        | –     | Polska | PO      | 1980           | wychowanek                             |
| Piotr Leszczyk       | –     | Polska | PO      | 1978           | Warta Działoszyn                       |
| Napastnicy           |       |        |         |                |                                        |
| Marcin Mięciel       | 11    | Polska | NA      | 1975           | Legia Warszawa                         |
| Daniel Dubicki       | 20    | Polska | NA      | 1975           | Bałtyk Gdynia                          |
| Marek Saganowski     | –     | Polska | NA      | 1978           | wychowanek                             |
| Tomasz Cebula        | –     | Polska | NA      | 1966           | Hapoel Petach Tikwa                    |
| Dariusz Janczak      | –     | Polska | NA      | 1972           | wychowanek                             |
| Maciej Szpak         | –     | Polska | NA      | 1977           | wychowanek                             |
| Michał Chałbiński    | –     | Polska | NA      | 1976           | GKS 1962 Jastrzębie                    |

## Transfery

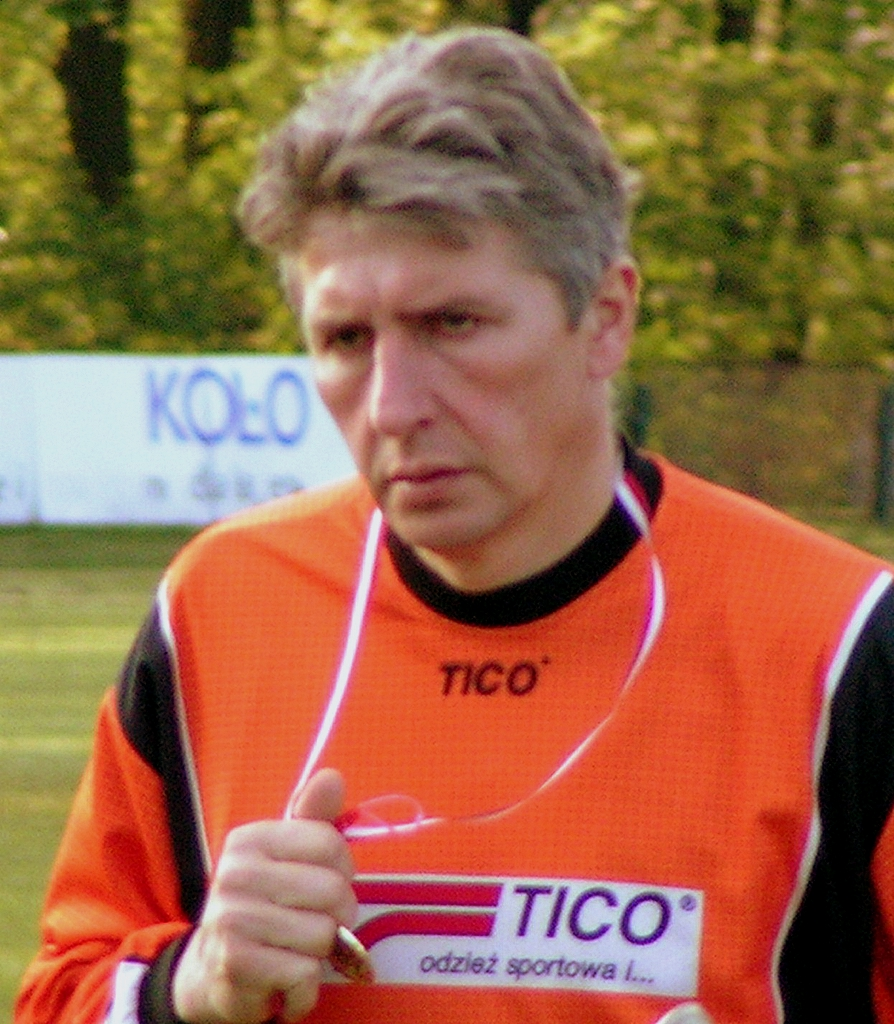
Zbigniew Robakiewicz – powrócił do ŁKS-u po 9. latach spędzonych w Warszawie

### Do klubu
| Runda    | Pozycja | Piłkarz              | Z klubu             | Uwagi           |
| -------- | ------- | -------------------- | ------------------- | --------------- |
| jesienna | BR      | Zbigniew Robakiewicz | Legia Warszawa      |                 |
| jesienna | PO      | Grzegorz Wędzyński   | Legia Warszawa      |                 |
| jesienna | NA      | Marcin Mięciel       | Legia Warszawa      | (wyp.)          |
| jesienna | NA      | Michał Chałbiński    | GKS 1962 Jastrzębie | (wyp.)          |
| jesienna | PO      | Rafał Niżnik         | Okocimski Brzesko   |                 |
| wiosenna | PO      | Rafał Kupidura       | Radomiak Radom      |                 |
| wiosenna | NA      | Tomasz Cebula        | Hapoel Petach Tikwa | (powrót z wyp.) |

### Z klubu
| Runda    | Pozycja | Piłkarz              | Do klubu            | Uwagi           |
| -------- | ------- | -------------------- | ------------------- | --------------- |
| jesienna | BR      | Jerzy Zajda          | Poroniec Poronin    |                 |
| jesienna | BR      | Dariusz Gawroński    | Ceramika Opoczno    |                 |
| jesienna | NA      | Igor Sypniewski      | Ceramika Opoczno    |                 |
| jesienna | OB      | Rafał Pawlak         | Górnik Konin        | (wyp.)          |
| jesienna | PO      | Michał Biskup        | Górnik Konin        |                 |
| jesienna | NA      | Jarosław Soszyński   | Górnik Konin        |                 |
| jesienna | PO      | Zdzisław Leszczyński | Śląsk Wrocław       |                 |
| jesienna | PO      | Jarosław Dziedzic    | Piotrcovia          |                 |
| jesienna | NA      | Jacek Płuciennik     | Stomil Olsztyn      |                 |
| jesienna | NA      | Tomasz Cebula        | Hapoel Petach Tikwa | (wyp.)          |
| jesienna | PO      | Tomasz Wieszczycki   | Legia Warszawa      | (wyp.)          |
| wiosenna | NA      | Marcin Mięciel       | Legia Warszawa      | (powrót z wyp.) |
| wiosenna | PO      | Mirosław Myśliński   | Ceramika Opoczno    |                 |

## Rozgrywki

### Ekstraklasa

#### Tabela na zakończenie sezonu (czołówka tabeli)
| Lp. | Klub           | Mecze | Zwycięstwa | Remisy | Porażki | Bramki Zdobyte | Bramki Stracone | Punkty |
| --- | -------------- | ----- | ---------- | ------ | ------- | -------------- | --------------- | ------ |
| 1   | Widzew Łódź    | 34    | 27         | 7      | 0       | 84             | 22              | 88     |
| 2   | Legia Warszawa | 34    | 27         | 4      | 3       | 95             | 22              | 85     |
| 3   | Hutnik Kraków  | 34    | 15         | 7      | 12      | 48             | 43              | 52     |
| 4   | ŁKS Łódź       | 34    | 13         | 10     | 11      | 44             | 38              | 49     |
| 5   | Amica Wronki   | 34    | 13         | 9      | 12      | 35             | 37              | 48     |

#### Runda jesienna
| kolejka | przeciwnik            | Dom/Wyjazd | wynik | bramki                                         |
| 1       | Stomil Olsztyn        | W          | 0:1   | brak                                           |
| 2       | GKS Bełchatów         | D          | 1:0   | Grzegorz Krysiak 84'                           |
| 3       | GKS Katowice          | D          | 1:1   | Marcin Mięciel 12'                             |
| 4       | Widzew                | W          | 1:3   | Marcin Mięciel 6'                              |
| 5       | Legia Warszawa        | D          | 2:1   | Marcin Mięciel 10', 54'                        |
| 6       | Stal Mielec           | W          | 1:0   | Maciej Terlecki 33'                            |
| 7       | Lech Poznań           | D          | 1:1   | Daniel Dubicki 9'                              |
| 8       | Siarka Tarnobrzeg     | W          | 1:1   | Marcin Mięciel 39'                             |
| 9       | Zagłębie Lubin        | W          | 0:1   | brak                                           |
| 10      | Sokół Tychy           | D          | 2:0   | Piotr Czachowski 5', gol samobójczy 61'        |
| 11      | Hutnik Kraków         | W          | 1:2   | Maciej Terlecki 84'                            |
| 12      | Pogoń Szczecin        | D          | 3:1   | Maciej Terlecki 28', Marek Saganowski 72', 84' |
| 13      | Górnik Zabrze         | W          | 2:3   | Grzegorz Wędzyński 16', Marcin Mięciel 66'     |
| 14      | Śląsk Wrocław         | W          | 0:3   | brak                                           |
| 15      | Raków Częstochowa     | D          | 2:1   | Tomasz Kłos 3', Grzegorz Wędzyński 73'         |
| 16      | Lechia/Olimpia Gdańsk | W          | 2:4   | Piotr Czachowski 14', Marek Saganowski 50'     |
| 17      | Amica Wronki          | D          | 0:0   | brak                                           |

#### Runda wiosenna
| kolejka | przeciwnik            | Dom/Wyjazd | wynik | bramki                                                                                 |
| 18      | GKS Bełchatów         | W          | 0:3   | brak                                                                                   |
| 19      | Siarka Tarnobrzeg     | W          | 2:0   | Tomasz Kłos 55', Grzegorz Wędzyński 61' (karny)                                        |
| 20      | GKS Katowice          | W          | 2:1   | Marek Saganowski 11', Daniel Dubicki 62'                                               |
| 21      | Stomil Olsztyn        | D          | 4:0   | Witold Bendkowski 7', Marek Saganowski 28', Daniel Dubicki 66', Grzegorz Wędzyński 85' |
| 22      | Widzew Łódź           | D          | 1:1   | Marek Saganowski 21'                                                                   |
| 23      | Legia Warszawa        | W          | 0:2   | brak                                                                                   |
| 24      | Stal Mielec           | D          | 1:1   | Marek Saganowski 75'                                                                   |
| 25      | Lech Poznań           | W          | 0:0   | brak                                                                                   |
| 26      | Zagłębie Lubin        | D          | 1:1   | Marek Saganowski 20'                                                                   |
| 27      | Sokół Tychy           | W          | 2:0   | Rafał Niżnik 82', Grzegorz Krysiak 84'                                                 |
| 28      | Hutnik Kraków         | D          | 0:0   | brak                                                                                   |
| 29      | Pogoń Szczecin        | W          | 1:1   | Marek Saganowski 20'                                                                   |
| 30      | Górnik Zabrze         | D          | 1:0   | Tomasz Kłos 84'                                                                        |
| 31      | Śląsk Wrocław         | D          | 4:0   | Grzegorz Krysiak 4', Grzegorz Wędzyński 58, 83, Rafał Niżnik 81'                       |
| 32      | Raków Częstochowa     | W          | 3:1   | Marek Saganowski 67', Tomasz Kłos 76', Daniel Dubicki 78'                              |
| 33      | Lechia/Olimpia Gdańsk | D          | 2:3   | Marek Saganowski 49', Tomasz Cebula 88'                                                |
| 34      | Amica Wronki          | W          | 0:1   | brak                                                                                   |

### Puchar Polski
Piłkarze Łódzkiego Klubu Sportowego przystąpili do rozgrywek Pucharu Polski w IV rundzie, jak zdecydowana większość klubów, które w sezonie 1995/1996 grały w najwyższej klasie rozgrywkowej. Łodzianie rozegrali tylko jeden mecz w tamtej edycji PP, przegrywając zaskakująco z drugoligowym Okocimskim Brzesko 1:2.

## Statystyki

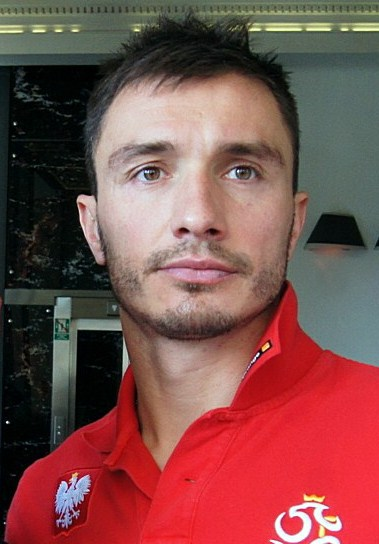
Marek Saganowski – najskuteczniejszy zawodnik ŁKS-u w sezonie 1995/1996

### Najwięcej rozegranych meczów
- 34 – Zbigniew Robakiewicz
- 33 – Rafał Niżnik, Daniel Dubicki
- 31 – Grzegorz Krysiak, Tomasz Lenart, Tomasz Kłos, Piotr Czachowski
- 30 – Grzegorz Wędzyński
- 29 – Marek Saganowski

### Strzelcy
- 11 bramek – Marek Saganowski
- 6 bramek – Marcin Mięciel, Grzegorz Wędzyński
- 4 bramek – Tomasz Kłos, Daniel Dubicki
- 3 bramki – Grzegorz Krysiak, Maciej Terlecki
- 2 bramki – Rafał Niżnik, Piotr Czachowski
- 1 bramka – Tomasz Cebula, Witold Bendkowski